# Шенаван (Армавір)
Шенаван (вірм. Շենավան) — село в марзі Армавір, на заході Вірменії. Село розташоване за 17 км на південний захід від міста Армавір, за 2 км на північний захід від села Геташен, за 2 км на північний схід від села Беркашат та за 2 км на схід від села Нор Кесаріа.

## Відомі мешканці
У другій половині 50-х років у селі працювала агрономкою Герой Соціалістичної Праці — Колозян Октемберик Мануківна.